# Battaglia di Kentish Knock
La Battaglia del Kentish Knock (o la Battaglia degli Approcci della Zelanda) fu una battaglia navale tra le flotte della Repubblica olandese e dell'Inghilterra, combattuta il 28 settembre 1652 (calendario gregoriano dell'8 ottobre), durante la prima La guerra anglo-olandese vicino al banco chiamato Kentish Knock nel Mare del Nord a una trentina di chilometri a est della foce del Tamigi. La flotta olandese, divisa internamente per motivi politici, regionali e personali, si dimostrò incapace di compiere uno sforzo determinato e fu presto costretta a ritirarsi, perdendo due navi e molti uomini morti o feriti. In olandese l'azione si chiama Slag bij de Hoofden.

## Condizioni al contorno
Il luitenant-admiraal (luogotenente-ammiraglio, grado che nella marina olandese veniva dato all'ammiraglio in mare essendo il titolo di admiraal, ammiraglio, riservato ad un membro della casa regnante) da olandese Maarten Tromp era stato sospeso dagli Stati generali dei Paesi Bassi dopo l'incapacità di trascinare gli inglesi al combattimento al largo delle Isole Shetland in agosto, e sostituito come comandante supremo della flotta olandese confederata dal viceammiraglio olandese Witte de With dell'Ammiragliato di Rotterdam. Ciò causò un'immediata spaccatura tra le province dell'Olanda e della Zelanda, poiché De With era il nemico personale del comandante della flotta della Zelanda, il vice ammiraglio Johan Evertsen, che a sua volta si era ritirato dal servizio a causa di un conflitto con gli Stati Generali. Le tensioni precedenti erano state moderate dal fatto che sia Tromp che Evertsen erano orangisti fedeli, ma De With era un fedele servitore del regime degli Stati che aveva dominato la politica olandese dopo la morte dello stadtholder Guglielmo II di Orange.
De With, avendo sostenuto per mesi una politica navale più aggressiva volta a distruggere la flotta nemica invece di difendere passivamente i convogli mercantili dagli attacchi inglesi, ora vide l'opportunità di concentrare le sue forze e ottenere il controllo dei mari. Partì per attaccare la flotta inglese all'ancora nei The Downs vicino a Dover, in partenza da Schooneveld il 25 settembre 1652, e si unì allo squadrone del vice-commodoro Michiel de Ruyter. La flotta fu immediatamente colpita da una tempesta che danneggiò molte navi. De With doveva anche proteggere le rotte commerciali e scoprì che nove delle navi di De Ruyter, che erano state in mare per due mesi, dovevano tornare in porto per le riparazioni. De Ruyter suggerì che in queste circostanze era meglio continuare ad attirare gli inglesi lontano dalle flotte mercantili rifiutandosi di accettare davvero il combattimento, ma De With insistette nel fornire una battaglia decisiva, affermando: "Condurrò vigorosamente la flotta verso il nemico; il diavolo potrebbe restituircela di nuovo!".

## Battaglia
Quando le flotte finalmente si incontrarono il 28 settembre, le Province Unite avevano 62 navi e circa 1 900 cannoni e 7000 uomini; il Commonwealth d'Inghilterra 68 navi sotto il General at Sea Robert Blake con circa 2 400 cannoni e 10 000 uomini. L'avanguardia della flotta olandese doveva essere comandata da Michiel de Ruyter, il centro da De With stesso e la retroguardia dal contrammiraglio facente funzione Gideon de Wildt dell'Ammiragliato di Amsterdam.
La mattina del 28 settembre la flotta olandese, che si avvicinava da est, era stata nuovamente sparpagliata da una burrasca la sera precedente ed era ancora dispersa quando verso mezzogiorno vide Blake che arrivava in forze da sud. Avendo il vantaggio del vento a causa della brezza sud-sud-occidentale, Blake intendeva sfruttare questa eccellente opportunità per un attacco diretto contro la sparsa flotta olandese.
Dopo aver riunito in fretta la sua forza intorno alle 14:30, ad eccezione di cinque navi che si erano spostate troppo a nord, De With ora voleva trasferire la sua bandiera dalla Prinses Louise più piccola al Brederode, l'ex nave ammiraglia di Tromp e la nave più potente della flotta olandese. Tuttavia, con sua mortificazione, l'equipaggio di Tromp si rifiutò di farlo salire a bordo, apostrofando De With con l'insulto "formaggio fresco" (nel senso di inesperto, pivello) e persino minacciando di sparare una salva sulla sua barca se non avesse smesso di sventolare la sua nomina al comando da parte degli Stati Generali: aveva una pessima reputazione tra i marinai comuni - anzi centinaia avevano già disertato quando si erano resi conto che sarebbe stato il comandante supremo. Il commodoro islandese Cornelis Evertsen il Vecchio, il fratello di Johan Evertsen, fu chiamato a negoziare, ma invano. Quando la flotta nemica era a meno di mezzo miglio di distanza, De With fu costretto a issare la sua bandiera sul grande ma lento vascello della VOC Prins Willem dove trovò la maggior parte dei suoi ufficiali ubriachi e l'equipaggio composto da uomini non addestrati. L'azione iniziò alle 17:00 circa quando Blake, lui stesso impegnato nello spostare la sua bandiera di comando dalla HMS Sovereign of the Seas troppo grande alla HMS Resolution più manovrabile (ex HMS Prince Royal), attaccò gli olandesi. Blake intendeva spezzare la linea olandese, ma all'avvicinarsi della flotta inglese la massa di navi olandesi iniziò a scadere a est. Allo stesso tempo il vento si era notevolmente ridotto. Di conseguenza, entrambe le flotte si incrociarono lentamente sfilando di controbordo. Questo fu molto sfavorevole per gli olandesi; normalmente trovarsi in una posizione sottovento avrebbe dato loro una gittata dei cannoni maggiore dovuta al maggior alzo imposto alla bordata dalla inclinazione delle navi dal lato opposto a quello del nemico; con venti così deboli questo vantaggio era assente mentre le navi inglesi erano più grandi e meglio armate dei loro avversari, riuscendo quindi ad infliggere gravi danni. Tuttavia, alcune navi inglesi inizialmente ebbero problemi: la Sovereign e la James si incagliarono sul banco di sabbia di Kentish Knock e solo con molta difficoltà si liberarono; la Resolution e la Dolfin, avventurandosi troppo in avanti, rimasero isolate e vennero circondate ma furono salvate dall'abbordaggio dalle altre navi inglesi. Il Prins Willem era disabilitato, e di conseguenza De With era fortemente ostacolato nei suoi sforzi di guidare le sue forze. Ma presto, alle 19:00, i combattimenti si fermarono a causa dell'inizio dell'oscurità, quando le flotte avevano appena finito questa singola manovra (il defilamento di controbordo). In quel momento una nave olandese, la Maria, era stata catturata mentre un'altra nave catturata, la Gorcum, era stata abbandonata dagli inglesi in condizioni di affondamento ma riabbordata e salvata dagli olandesi. Il Burgh van Alkmaar esplose. Diverse navi olandesi, il loro morale scosso dal devastante fuoco inglese, avevano lasciato il loro posto in formazione.
Il giorno successivo, al mattino presto, una decina di navi olandesi, comandate per lo più da capitani della Zelanda risentiti del predominio olandese e che disprezzavano fortemente De With, avevano interrotto il combattimento e semplicemente fatto vela verso casa. Ciò venne diffusamente attribuito al fatto che De With nel consiglio di guerra, la mattina del secondo giorno, aveva chiamato tutti i capitani zelandesi codardi e li aveva avvertiti che in Olanda era rimasto ancora abbastanza legno per erigere il patibolo per ognuno di essi. La situazione era diventata senza speranza per gli olandesi che ora avevano soltanto 49 navi nella loro flotta mentre la flotta inglese durante la notte era stata rinforzata a 84, eppure De With voleva ancora fare un ultimo sforzo.
Sulla sua direzione, la flotta olandese, ora posizionata a sud-est della forza inglese, navigò più a sud nella speranza di ottenere la scala meteorologica. Questo progetto fallì comunque: prima alcune navi, con difficoltà a battere il vento, scorsero troppo a ovest e furono pesantemente maltrattate dal fuoco della parte posteriore inglese; e la flotta olandese non si era quasi spostata nella posizione prevista quando tutto si rivelò invano perché il vento volgeva a nord-est, restituendo agli inglesi l'indicatore meteorologico. Michiel de Ruyter e Cornelis Evertsen riuscirono ora a convincere De With ad accettare l'inevitabile e la flotta olandese nel tardo pomeriggio si ritirò ad est seguita da Blake; come descritto da De With con rabbia: "come un gregge di pecore in fuga dai lupi". Assistito da un occidentale De With e De Ruyter coprì bene la ritirata con una dozzina di navi e gli olandesi non avrebbero perso altre navi.
La flotta inglese interruppe il suo inseguimento quando furono raggiunti i banchi fiamminghi; De With ora decise di riparare rapidamente la flotta in mare nel bacino di Wielingen e di fare un altro tentativo di sconfiggere il nemico. Questo ordine fu accolto con incredibile incredulità dai suoi compagni ufficiali di bandiera. De Ruyter ha sottolineato con tatto: "Un tale coraggio è troppo pericoloso". Capendo di essere solo, secondo lui, De With alla fine accettò di ritirare la flotta a Hellevoetsluis, dove arrivò il 2 ottobre (12 ottobre).

## Conseguenze
Gli olandesi, dopo la loro sconfitta, riconobbero che avevano bisogno di navi più grandi per sovrastare gli inglesi e istituirono un importante programma di costruzione di sessanta navi che sarebbe stato completato solo alcuni anni dopo il conflitto, attaccando poi per primi gli inglesi nelle fasi iniziali della Seconda Anglo- Guerra olandese. Secondo De With ciò, oltre alla mancanza di un numero sufficiente di navi da fuoco, era stata la causa principale del fallimento olandese; egli ha sottolineato che molte fregate inglesi avrebbero potuto agevolmente battere la nave da guerra olandese media. Tuttavia, secondo l'opinione pubblica, c'era solo uno da incolpare per la sconfitta: De With stesso. Come dice uno dei più gentili pamphlet, una settimana dopo la battaglia:
Da questo disordine e dalla riluttanza a combattere può essere visto e notato quale differenza fa se uno ha o nomina un Capo di una flotta che è giudizioso, educato e popolare - o se si impone agli uomini un Capo che non è amato, disprezzato da gli uomini e sgradevole per loro. Il vice ammiraglio De Witt è, lo sappiamo tutti, un eccellente soldato e audace marinaio, che non teme alcun pericolo, e neppure la morte stessa. Allo stesso modo il Commodoro de Ruyter è un eroe audace e senza paura, che non esiterebbe a ingaggiare il peggiore dei nemici, senza prestare attenzione a nessun pericolo. Nonostante tutto, sappiamo anche che l'ammiraglio Tromp possiede tutte queste stesse qualità; e oltre a queste virtù non comuni: di essere un uomo straordinariamente attento, timoroso e virtuoso che non chiama i suoi uomini cani, diavoli o nidiata del diavolo; ma bambini, amici, compagni e simili parole affettuose e affettuose a cui rivolgersi. Con il quale affascina così tanto coloro che servono sotto di lui che, come si suol dire, avrebbero attraversato il fuoco per lui e avrebbero rischiato la vita, sì, con la parola, non esiterebbero a combattere il diavolo. Se un Capo così amato e rispettato viene quindi trattenuto dalla flotta e sostituito da coloro che dispiacciono agli uomini, ora viene mostrato quale calamità e disastro ciò comporta.
La stessa sera del 12 gli Stati generali appresero della sconfitta e inviarono una lettera a Tromp e Johan Evertsen, chiedendo loro di tornare alle basi.
Gli inglesi credevano che gli olandesi fossero stati quasi tutti sconfitti e mandarono venti navi nel Mediterraneo, un errore che portò a una sconfitta nella battaglia di Dungeness ma non impedì la sconfitta della flotta del Mediterraneo inglese non ancora rinforzata alla Battaglia di Livorno. Nella prima battaglia gli olandesi furono guidati di nuovo da Tromp; De With aveva subito un crollo mentale e sarebbe stato ufficialmente sostituito come comandante supremo nel maggio 1653.

## Elenchi di navi
Non esistono elenchi completi e in particolare l'ordine di battaglia della flotta inglese è poco conosciuto. L'elenco olandese differisce in dettaglio da particolari elenchi di navi di fine settembre 1652 dal giornale di Witte de With e da altre fonti archivistiche. Le navi conosciute includono:

### Inghilterra (Robert Blake)
- Sovereign 106[1]
- Resolution 88
- James 66
- Triumph 60
- Vanguard 58
- Andrew 56
- Speaker 54
- Lion 50
- Convertine 44
- Garland 44
- Advice 42
- Diamond 42
- Foresight 42
- Pelican 42
- Ruby 42
- Assistance 40
- Assurance 40
- Dragon 40
- London 40 (mercantile armato)
- Nonsuch 40
- President 40
- Richard and Martha 40 (mercantile armato)
- Portsmouth 38
- Anthony Bonaventure 36 (mercantile armato)
- Hound 36 (ex-?)
- Guinea 34
- Hercules 34 (mercantile armato)
- Lisbon Merchant 34 (mercantile armato)
- Convert 32 (ex-francese)
- Mary 32 (flyboat)
- Exchange 30 (mercantile armato)
- Cullen 28 (mercantile armato)

- Prudent Mary 28 (mercantile armato)
- Advantage 26 (ex-olandese)
- Falmouth 26 (ex-olandese)
- Sampson 26 (ex-olandese)
- Martha 25 (mercantile armato)
- Golden Dove 24 (mercantile armato)
- Old Warwick 24
- Pearl 24
- Acorn 22 (mercantile armato)
- Cygnet 22
- Little President 22
- Nightingale 22
- Gift 16+ (pinco mercantile armato)
- Paradox 12
- Renown 10 (brulotto)
- Sovereign 106[1]
- Resolution 88
- James 66
- Triumph 60
- Vanguard 58
- Andrew 56
- Speaker 54
- Lion 50
- Convertine 44
- Garland 44
- Advice 42
- Diamond 42
- Foresight 42
- Pelican 42
- Ruby 42
- Assistance 40
- Assurance 40

- Dragon 40
- London 40 (mercantile armato)
- Nonsuch 40
- President 40
- Richard and Martha 40 (mercantile armato)
- Portsmouth 38
- Anthony Bonaventure 36 (mercantile armato)
- Hound 36 (ex-?)
- Guinea 34
- Hercules 34 (mercantile armato)
- Lisbon Merchant 34 (mercantile armato)
- Convert 32 (ex-francese)
- Mary 32 (flyboat)
- Exchange 30 (mercantile armato)
- Cullen 28 (mercantile armato)
- Prudent Mary 28 (mercantile armato)
- Advantage 26 (ex-olandese)
- Falmouth 26 (ex-olandese)
- Sampson 26 (ex-olandese)
- Martha 25 (mercantile armato)
- Golden Dove 24 (mercantile armato)
- Old Warwick 24
- Pearl 24
- Acorn 22 (mercantile armato)
- Cygnet 22
- Little President 22
- Nightingale 22
- Gift 16+ (pinco mercantile armato)
- Paradox 12
- Renown 10 (brulotto)

### Repubblica olandese (Witte de With)
| Province Unite                         |                                                                                        |                         |                                                   |
| Nome della nave                        | Comandante                                                                             | Cannoni                 | Note                                              |
| Brederode                              | Abel Roelantsz                                                                         | 54                      | Ammiragliato di Rotterdam                         |
| Prins Willem                           | Vice-Ammiraglio De With, capitano di bandiera Jacob Gaeuw                              | 56                      | Camera di Middelburg della VOC                    |
| Henriëtte Louise or Prinses Louijse    | Commodoro De Ruyter, capitano di bandiera Pieter Marcussen                             | 48                      | Camera di Middelburg della VOC                    |
| Vrede                                  | facente funzione di contrammiraglio Gideon de Wildt                                    | 42                      | Ammiragliato di Amsterdam                         |
| Aartsengel Michiel                     | Emmanuel Zalingen                                                                      | 40                      | Ammiragliato di Amsterdam                         |
| Graaf Willem                           | contrammiraglio Jan Gideonszoon Verburgh                                               | 40                      | Ammiragliato di Amsterdam                         |
| Groningen                              | Abraham van der Hulst                                                                  | 40                      | Ammiragliato di Amsterdam                         |
| Vogelstruys                            | Douwe Aukes                                                                            | 40                      | Camera di Amsterdam della VOC                     |
| Vrede                                  | Pieter Salomonszoon                                                                    | 30 (per altre fonti 40) | Camera di Amsterdam della VOC                     |
| Prins te Paerd or Prins                | Corstiaen Corstiaensen                                                                 | 38                      | Direttorato di Rotterdam                          |
| Drie Coningen                          | Lucas Aelbrechtssen or Albertszoon                                                     | 36                      | Ammiragliato di Amsterdam                         |
| Engel Gabriël                          | Isaac Sweers                                                                           | 36                      | Ammiragliato di Amsterdam                         |
| Prinses Louise                         | De With il secondo giorno                                                              | 36                      | Ammiragliato di Amsterdam o Rotterdam             |
| Zeelandia                              | Lieutenant-commandeur (tenente comandante, eq. capitano di fregata) Nicolaes Marrevelt | 36                      | Ammiragliato di Amsterdam                         |
| Hollandia                              | Albert Claessen de Graeff                                                              | 32                      | Ammiragliato di Amsterdam                         |
| Amsterdam                              | Adriaan Kempen                                                                         | 30                      | Ammiragliato della Zelanda                        |
| Faeme                                  | Cornelis Loncke                                                                        | 30                      | Ammiragliato della Zelanda                        |
| Gorcum                                 | Jan Jacobsen van Nes, skipper Willem Arentsz Warmont                                   | 30                      | Ammiragliato di Rotterdam; catturata e ripresa    |
| Gouden Leeuw                           | Jacob Adriaensen Penssen                                                               | 30                      | Direttorato di Middelburg                         |
| Haes in 't Veldt                       | Leendert den Haen                                                                      | 30                      | Città di Middelburg                               |
| Haes                                   | Bastiaen Centsen                                                                       | 30                      | Direttori di Vlissingen                           |
| Liefde                                 | Frans Crijssen Mangelaer                                                               | 30                      | Z                                                 |
| Maria                                  | Claes Sael                                                                             | 30                      | Ammiragliato di Amsterdam; catturata              |
| Wapen van Enckhuysen                   | Gerrit Femssen                                                                         | 30                      | Ammiragliato del Noorderkwartier                  |
| Witte Lam                              | Cornelis van Houten                                                                    | 30                      | Direttorato di Amsterdam                          |
| Arke Troijane                          | Abraham van Campen                                                                     | 28                      | Direttorato di Amsterdam                          |
| Breda                                  | facente funzione di contrammiraglio Adriaan Bruynsveld                                 | 28                      | Ammiragliato di Frisia                            |
| Zeeuwsche Leeuw                        | Commodoro Cornelis Evertsen the Elder                                                  | 28                      | Ammiragliato della Zelanda                        |
| Campen                                 | Joris van der Zaen                                                                     | 40                      | Ammiragliato di Amsterdam                         |
| Gelderland                             | Cornelis van Velsen                                                                    | 28                      | Ammiragliato di Amsterdam                         |
| Gouda                                  | Jan Egbertsen Ooms                                                                     | 28                      | Ammiragliato di Amsterdam                         |
| Leyden                                 | Cornelis Holla                                                                         | 28                      | Ammiragliato di Amsterdam                         |
| Prins Maurits                          | Cornelis Pietersen Taenman                                                             | 28                      | Ammiragliato del Noorderkwartier                  |
| Sint Franscisco                        | Stoffel Juriaenssen                                                                    | 28                      | Direttorato di Amsterdam                          |
| Sint Pieter                            | lieutenant-commandeur Jan Janssen van der Valck                                        | 28                      | Direttorato di Rotterdam                          |
| Star                                   | Jacob Paulussen Cort                                                                   | 28                      | Ammiragliato di Amsterdam                         |
| Westergo                               | lieutenant-commandeur Tijmen Claessen                                                  | 28                      | Ammiragliato di Frisia                            |
| Zeeridder                              | Gilles Janssen                                                                         | 28                      | Ammiragliato della Zelanda                        |
| Zutphen                                | Ewout Jeroensen                                                                        | 28                      | Ammiragliato di Amsterdam                         |
| Dubbele Arend                          | Allert Janssen, tenente di vascello Teunis Post                                        | 26                      | Direttorato di Vlissingen                         |
| Kasteel van Medemblick                 | Gabriël Antheunissen                                                                   | 26                      | Ammiragliato del Noorderkwartier                  |
| Sint Jan                               | Laurens Lispensier                                                                     | 26                      | Ammiragliato della Zelanda                        |
| Ter Goes                               | Cornelis Cuyper                                                                        | 26                      | Ammiragliato della Zelanda                        |
| Achilles                               | Dirk Schey                                                                             | 28                      | Ammiragliato di Amsterdam                         |
| Burgh van Alkmaer or Wapen van Alkmaer | Gerrit Nobel                                                                           | 28                      | Ammiragliato del Noorderkwartier; saltata in aria |
| Hector van Troijen                     | Reinier Sekema                                                                         | 24                      | Ammiragliato della Frisia                         |
| Hollandsche Tuyn                       | Hilbrandt Jeroensen                                                                    | 24                      | Ammiragliato di Amsterdam                         |
| Monnick                                | Arent Dircksen                                                                         | 24                      | Ammiragliato del Noorderkwartier                  |
| Sandenburg                             | Pieter Gorcum                                                                          | 24                      | Ammiragliato della Zelanda                        |
| Frisia                                 | Schelte Wiglema                                                                        | 28                      | Ammiragliato della Frisia                         |
| Eenhoorn                               | Laurens Josiassen                                                                      |                         | brulotto                                          |
| Graaf Sonderlandt                      | Hendrick Janssen                                                                       |                         | brulotto                                          |
| Vergulde Buys                          | Ary Cornelissen                                                                        |                         | F; brulotto                                       |
| Vos                                    | Jan Jacobsen                                                                           |                         | brulotto                                          |

### Esplicative
1. ↑  Durante questo periodo della storia inglese, le date degli eventi sono solitamente registrate secondo il calendario giuliano, mentre quelle dei Paesi Bassi secondo il calendario gregoriano. In questo articolo, le date sono riportate nel calendario giuliano con l'inizio dell'anno corretto al 1° gennaio (vedi Stile antico e stile nuovo).

### Bibliografiche
1. 1 2  Konstam 2011, p. 2